# Gustav Schürger
Gustav Schürger (* 4. Januar 1908 in Nürnberg; † 1. Juni 1969 ebenda) war ein deutscher Wasserballspieler.
Gustav Schürger von Bayern 07 Nürnberg gehörte bereits bei der Europameisterschaft 1927 zur deutschen Nationalmannschaft, die allerdings ohne Medaille blieb. Erst bei der Europameisterschaft 1934 war Schürger wieder dabei und belegte mit der deutschen Mannschaft den zweiten Platz hinter den Ungarn.
Auch bei den Olympischen Spielen 1936 stand Schürger im deutschen Aufgebot. Die deutsche Mannschaft gewann alle Spiele bis auf das Spiel gegen Ungarn, welches mit 2:2 endete. Ungarn erhielt wegen des besseren Torverhältnisses die Goldmedaille, Deutschland gewann Silber. Schürger wurde in sechs Spielen eingesetzt.
Schürger studierte Humanmedizin in Erlangen und praktizierte als niedergelassener Allgemeinarzt in Nürnberg–Wöhrd. Während des Zweiten Weltkriegs wurde er als Feldarzt eingesetzt und bei einem Bombentreffer auf das Lazarett so schwer verletzt, dass er dauerhaft erblindete. Mithilfe eines medizinischen Assistenten führte er seine Allgemeinarztpraxis auch nach dem Krieg weiter, bis sein jüngerer Sohn Walter diese im Jahr 1963 übernehmen konnte.